# 加須町
加須町（かぞまち）は、埼玉県北埼玉郡に存在した町。現在の加須市中心部に位置する。
現在の加須市は1954年（昭和29年）に新設合併によって誕生し、さらに平成の大合併による1市3町の新設合併を経たもので、本町とは別の自治体である。

## 地理
河川
- 会の川
- 花崎用水

## 歴史

### 沿革
- 1889年（明治22年）4月1日 - 町村制施行により、加須町、久下村が合併して加須町が発足[3]。
- 1916年（大正5年）5月28日 - 町役場を移転[2]。
- 1919年（大正8年）5月 - 町章制定[4]。
- 1933年（昭和8年） - 町営の加須診療所を開設[5]。
- 1954年（昭和29年）5月3日 - 不動岡町・樋遣川村・三俣村・礼羽村・志多見村・水深村・大桑村と合併して加須市が発足、同日加須町廃止[6]。

## 人口
| 年月                     | 世帯数  | 人口    | 人口密度    | 出典     |
| ------------------------ | ------- | ------- | ----------- | -------- |
| 1880年前後（明治10年代） | 568戸   | 2,512人 |             | [ 7 ]    |
| 1896年（明治29年）12月   |         | 3,116人 | 1,071人/km2 | 本籍人口 |
| 1920年（大正09年）10月   | 866戸   | 4,327人 | 1,487人/km2 | 国勢調査 |
| 1925年（大正14年）10月   | 963戸   | 4,696人 | 1,614人/km2 | 国勢調査 |
| 1930年（昭和05年）10月   | 1,020戸 | 5,047人 | 1,734人/km2 | 国勢調査 |
| 1935年（昭和10年）10月   | 1,067戸 | 5,367人 | 1,844人/km2 | 国勢調査 |
| 1940年（昭和15年）10月   | 1,122戸 | 5,589人 | 1,921人/km2 | 国勢調査 |
| 1947年（昭和22年）10月   |         | 7,963人 | 2,736人/km2 | 国勢調査 |
| 1950年（昭和25年）10月   | 1,643戸 | 7,908人 | 2,718人/km2 | 国勢調査 |

## 産業
1930年時点では、労働者のうち約6割が第3次産業に従事していた。

## 教育
- 学校組合立昭和中学校 - 1950年（昭和25年）7月31日に、三俣村との組合立で、三俣村大字北小浜へ設置[10]。

## 交通

### 鉄道路線
- 東武鉄道
  - 伊勢崎線：加須駅

### 乗合馬車
- 羽生 - 加須 - 久喜：1894年運行開始[11]
- 加須 - 行田：1907年運行開始[12]
- 加須駅 - 大越 - 羽生駅 - 不動岡 - 加須駅：1911年4月5日運行開始[13]

### バス
- 騎西自動車
  - 加須 - 騎西[14]
  - 加須 - 大越 - 羽生[15]
- 加須精米
  - 加須 - 大越 - 不動岡[15]
- 富沢喜一郎
  - 加須 - 星宮[16]
- 堺喜一
  - 加須 - 豊野 - 栗橋[15]

### 道路
- 一等道路
  - 熊谷久喜道[17]
  - 鴻巣加須道[18]
- 二等道路
  - 加須大越道[18]

## 地名

### 当時の地名
- 大字加須
  - 町役場があった小田敷という小字は、明治時代に付けられ、以前は下加増（）と呼ばれていた[19]。
- 大字久下（くげ）

### 現在の町名
- 住居表示実施地区：久下一 - 五丁目、中央一・二丁目、東栄一・二丁目、本町、元町、富士見町（一部）、南篠崎一・二丁目（一部）、南町（一部）
- 住居表示未実施地区：久下

## 神社・寺・史蹟・祭典
- 千方神社
- 鷲宮神社
- 光明寺[20]
- 玄光寺[20]
- 地蔵院[20]